# Irena Kranjc
Irena Kranjc, slovenska igralka, * 4. junij 1961, Ljubljana, Slovenija.
Najbolj je znana po vlogi Jagode v filmu Ko zorijo jagode.

## Filmografija
- Ko zorijo jagode (1978) kot Jagoda
- Pustota (1982)
- Ženski akt (1982)
- Učna leta izumitelja Polža (1982) kot hišnikova hči

## Nagrade
- Posebna nagrada NTRCS
- Priznanje Metod Badjura